# Oviedo
Oviedo (asztur-leóni nyelven Uviéu) város Spanyolországban, az Asztúriai hercegség fővárosa. Kereskedelmi, adminisztratív és vallási központ, továbbá egyetemi város. A városban székel az Asztúriai Nyelvi Akadémia (Academia de la Llingua Asturiana), amelyet 1980-ban hoztak létre az asztúriai nyelv szabályozására és védelmére.

## Fekvése
Az ország északnyugati részén fekszik, a tengertől mintegy 25 km-re, 200–250 m-es magasságban.

## Látnivalók
Leghíresebb műemléke a gótikus stílusú székesegyház. Az épületet egy 8. századi templom lerombolása után, annak helyén kezdték felépíteni a 14. században, de csak a 16. században fejezték be.
A belváros számtalan régi épülete mellett érdekes ipartörténeti emlék az 1985-ben bezárt oviedói gázgyár épületegyüttese is.

## A Carbayón
A belvárosban egészen 1879-ig állt egy hatalmas tölgyfa, az El Carbayón, amelyet azonban az új vasútállomáshoz vezető út építési munkálatai miatt kivágtak. Ez a több száz éves tölgy a város egyik jelképe volt: róla és az egykor körülötte álló többi nagy tölgyről (amelyek helyi elnevezése a carbayón szó) az oviedóiakra a hivatalos ovetense megnevezés mellett mind a mai napig használják a carbayón/carbayona szót is. Az elpusztított fa helyett 1950-ben, egy másik helyen ültettek újat.

## Népesség
A település lakosságának változását az alábbi diagram mutatja:
| Lakosok száma | 201 005 | 209 495 | 216 607 | 224 005 | 225 973 | 223 765 | 220 301 | 219 686 | 215 167 | 220 543 |
|               | 2001    | 2004    | 2007    | 2009    | 2012    | 2014    | 2017    | 2019    | 2022    | 2024    |

## Sportélete
A város egyik labdarúgócsapata az 1926-ban alapított Real Oviedo, amely egy időben a spanyol első osztályban is szerepelt.
Fernando Alonso kétszeres Formula–1-es világbajnok Oviedóban született 1981. július 29-én. 2015-ben nyitotta meg a pályafutását, F1-es autóit, trófeáit bemutató múzeumát és gokartpályáját a város mellett, ahol gokartiskolát is működtet.